# Emil Spányi
Emil Spányi (* 14. Juni 1968 in Budapest) ist ein ungarischer Musiker des Modern Jazz (Piano, Komposition).

## Leben und Wirken
Spányi erhielt eine klassische Klavierausbildung am Béla-Bartók-Konservatorium seiner Geburtsstadt, an die sich ein Studium an der Franz-Liszt-Akademie anschloss. Dann spezialisierte er sich auf das Jazzpiano, das er an der Hochschule für Musik und darstellende Kunst Graz im Masterstudiengang studierte. Zwischen 1996 und 1999 vertiefte er seine Studien am Conservatoire National Supérieur de Musique et de Danse de Paris, wo er mit einem ersten Preis abschloss.
Er spielte unter anderem mit Mark Murphy, Lee Harper, Allan Praskin, Carl Drewo, Bob Berg, Ed Thigpen, Ray Brown, Philip Catherine, Clark Terry, François Jeanneau und Darko Jurković. Mit Felix Sabal-Lecco, Simon Spang-Hanssen und Linley Marthe gründete er 2001 das Afro-Jazz-Quartett Eer Witness. Mit dem Saxophonisten Christophe Monniot bildete er das Duo Ozone. Er lehrt Piano und Harmonielehre an den Jazzabteilungen des Pariser Regional-Konservatoriums und der Musikhochschule Lausanne.

## Preise und Auszeichnungen
Bei den Jazzwettbewerben in Wien und in Avignon wurde er mit einem ersten Preis ausgezeichnet.

## Diskographische Hinweise
- Heinrich von Kalnein Perfect World (1998)
- Monio Mania Princesse Fragile (mit Christophe Monniot, Daniel Zimmermann, Atsushi Sakai, Manu Codjia, Denis Charolles, Gueorgui Kornazov; 2000–2001)
- George Robert Remember the Sound. Homage to Michael Brecker (2008)
- Ozone featuring Miklós Lukács: This Is C'est La Vie (2010, mit Christophe Monniot, Joe Quitzke)
- Xavier Desandre Navarre In-Pulse (2013)
- Emil Spányi & Jean Bardy Very Blue (2015)